# Pulorejo (Winong)
Pulorejo is een bestuurslaag in het regentschap Pati van de provincie Midden-Java, Indonesië. Pulorejo telt 2127 inwoners (volkstelling 2010).